# Kencho Tobgay
Kencho Tobgay  là một cầu thủ bóng đá người Bhutan, hiện tại thi đấu ở vị trí tiền đạo cho Transport United F.C.. Anh ra mắt lần đầu cho Đội tuyển bóng đá quốc gia Bhutan năm 2016. Anh thống trị Bhutan National League và Thimphu A với danh hiệu vua phá lưới nhiều mùa giải và giúp đội bóng vô địch năm 2017. Anh bắt đầu thi đấu lúc 6 tuổi và có hơn 5 danh hiệu tại B division. Anh có bằng B.E Civil Engineering từ College of Science và Technology, Royal University of Bhutan (tốt nghiệp năm 2015).  Sau học tập, anh tập trung để thực hiện giấc mơ ấp ủ và trở thành cầu thủ chuyên nghiệp cùng lần đầu tiên ra sân cho Đội tuyển bóng đá quốc gia Bhutan năm 2016.